# 1949年鐵路
此條目列出1949年發生有關鐵路運輸的事件。

## 事件

### 1月
- 1月22日：美國自由列車（英语：American Freedom Train）巡迴，車上載有原版美國憲法、美國獨立宣言以及美國權利法案，在華盛頓特區結束。

### 3月
- 3月20日：第一班東行的加州和風號列車由舊金山開往芝加哥。

### 4月
- 4月24日：聖迭戈電氣鐵路（英语：San Diego Electric Railway）完全停運，聖迭戈成為美國西南部第一個停運有軌電車的城市。

### 6月
- 6月1日：設立日本國有鐵道。

### 7月
- 7月31日：後來成為芝加哥地鐵紫線和芝加哥地鐵棕線的路線開始營運。

### 9月
- 9月7日：德國聯邦鐵路成立，繼承德意志國鐵路。
- 9月25日：倫敦地鐵中央線由勞頓站延長至昂加站（英语：Ongar railway station）。

### 10月
- 10月14日：隨著中國人民解放軍進駐東莞和深圳，九廣鐵路宣佈廣九直通車停運，所有乘客都需要在羅湖站下車，步行過橋進入中國大陸。羅湖站亦於此時開設。和合石支線在次日通車。